# حفاری

تصویری از یک متهٔ مورد استفاده در صنعت حفاری

حفر زمین جهت رسیدن به‌هدف مورد نظر را حفاری گویند. حفاری می‌تواند جهت رسیدن به منطقه نفت، آب، گاز و غیره انجام گیرد. عملیات‌های حفاری با سرعت بسیار زیادی انجام می‌گیرند، زیرا استفاده از دکل حفاری به‌مدت طولانی از نظر اقتصادی بسیار پرهزینه می‌باشد. عملیات حفاری بسیار خطرناک می‌باشد و همواره از باتجربه‌ترین افراد جهت انجام این کار استفاده می‌شود.
تعیین محل حفاری در صنعت نفت کاریست که مهندسین زمین‌شناس انجام می‌دهند و پس از آن با هماهنگی با مهندسین مخزن و تعیین محل دقیق وجود نفت عملیات حفاری آغاز می‌گردد.

## لوازم و قطعات حفاری
یک دکل حفاری شامل شش زیر مجموعه است
سیستم تولید نیروی دکل
سیستم بالا برنده
سیستم گردش گل
سیستم دورانی
سیستم کنترل فوران چاه
سیستم ثبت تجهیزات و عملیات حفاری

## انواع ماشین آلات حفاری
1. ماشین آلات حفاری ضربه‌ای
2. حفاری تزریقی
3. حفاری روتاری با گل
4. حفاری روتاری با هوا
5. روش حفاری کف چاهی
6. حفاری با جریان معکوس[۱]

## گل حفاری Drilling Fluid l
گل حفاری یا Drilling Mud یا Drilling Fluid در مهندسی ژئوتکنیک به مخلوطی از آب و رس گفته می‌شو، که برای حمل مواد حفر شده در سیستم‌های حفاری، به سطح زمین از آن استفاده می‌شود. گل حفاری غیر از بالا آوردن تراشه‌های زمین کاربردهای دیگری نیز در ته چاه انجام می‌دهد، که عبارتند از خنک کردن و روان کردن مته. علت اینکه بجای آب از گل حفاری استفاده می‌شود این است که خرده سنگ‌های حفاری شده، دارای وزن مخصوص زیادی هستند و با اینکه گل بعلت سرعت زیاد آن‌ها را با خود بالا می‌آورد، ولی باید گرانروی گل بحدی باشد، که بتواند خرده سنگ‌ها را با سهولت و به سرعت، از چاه خارج نماید.
گلی که بدین ترتیب خرده سنگها را از چاه بیرون می‌کشد و بدرون صافی مخصوصی که شبیه غربال است هدایت می‌شود در آنجا خود گل از صافی عبور کرده اما خرده سنگها روی صافی باقی می‌مانند و گل پس از عبور از صافی در مخزنی جمع‌آوری و از آنجا مجدداً بداخل رشته حفاری تلمبه می‌شود. بدین ترتیب جریان دائمی گل از درون کاسه گردان به داخل رشته حفاری و سرمته و از آنجا به فضای بین رشته حفاری و چاه و تا صافی مخزن ادامه پیدا می‌کند.
گل حفاری باعث می‌شود ستون گل حفاری به دیوار چاه فشار آورد و مانع ریزش آن شود. به علاوه بدنه چاه را اندود کرده و منافذ آن را می‌گیرد و دیگر آنکه در مواقعی که مته در اعماق زیاد به لایه گاز یا نفت (در حفاری‌های نفت و گاز) می‌رسد ستون گل مانع می‌شود که گاز یا نفت از منافذ لایه مذکور که ممکن است فشار زیاد هم داشته باشد بروی چاه راه یابد. به همین جهت غلظت و وزن گل حفاری باید بیش از وزن آب و بحدی باشد که بتواند فشار لایه متخلخل مذکور را خنثی کند.

## نقش گل حفاری
امروزه سیال حفاری باید بتواند حداقل ده نیاز را برآورده سازد تا بتوان از آن به عنوان یک سیال خوب نام برد.
1. تمیز کردن حفره چاه و انتقال کنده‌ها به سطح زمین.
2. خنک کردن مته و لوله‌های حفاری.
3. روان کردن مته و لوله‌های حفاری.
4. اندود کردن دیواره و جلوگیری ازریزش آن به درون چاه و جلوگیری از پیشروی فیلتره گل حفاری و وارد شدن آسیب به مخزن ناشی از آن
5. کنترل فشارهای زیر زمینی.
6. شناور نگه داشتن کنده‌های حفاری و مواد وزن افزای سیال به هنگام خاموشی پمپ‌ها برای جلوگیری از رسوب آن‌ها که می‌تواند منجر به گیر کردن رشته حفاری و نهایتاً مانده‌گذاری یا از دست دادن چاه گردد.
7. ترخیص شن و کنده‌های حفاری روی الک لرزان در حداقل زمان ممکن با کمترین میزان هرزرفت
8. تحمل بخشی از وزن لوله‌ها با توجه به خاصیت شناوری
9. کاهش دادن ضایعات وارد بر سازندهای مجاور و ارائهٔ حداکثر اطلاعات پیرامون آن‌ها.
10. انتقال توان هایدرولیک پمپ‌ها به مته با مکانیزم برخورد جت (jet impact)

## وظیفهٔ اصلی گل حفاری
مهم‌ترین وظیفه گل حفاری حمل خرده‌های حفاری به سطح و جلوگیری از فوران چاه با ایجاد فشار هیدروستاتیک می‌باشد؛ همچنین گل حفاری موجب کاهش دما و روان‌کاری مته شده و به دلیل ایجاد نیروی شناوری، وزن وارده به دکل را کاهش می‌دهد.

## حفاری انحرافی
حفاری انحرافی به‌نوع خاصی از حفاری گفته می‌شود که قسمت بالایی مخزن در سطح زمین به‌دلیل خانه‌سازی یا صعب‌العبور بودن قابل دسترسی نبوده، در نتیجه حفاری از محل‌های مجاور آغاز می‌شود و پس از مقدار مشخصی از حفاری با استفاده از یک برش درون لولهٔ جداری حفاری به‌صورت انحرافی و به صورت زاویه‌سازی تدریجی آغاز می‌شود و تا نقطهٔ مورد نظر ادامه می‌یابد. حفاری انحرافی در کوهستان‌ها و دریاها و مناطق شهری بسیار مناسب می‌باشد. قابل توضیح است که حفارهای ایرانی به عنوان پیشگامان حفاری انحرافی در جهان شناخته می‌شوند.